# Gran Pináculo
Gran Pináculo es un pequeño islote rocoso ubicado al noroeste de la isla Visokoi del archipiélago Marqués de Traverse de las Islas Sandwich del Sur. Se encuentra entra la punta Dedo y la punta Sulfuro. La roca, como indica su nombre, es un pináculo que en su forma, se asemeja a un centinela.

## Historia
Su nombre fue dado en febrero de 1952 cuando las fragatas argentinas ARA Hércules y ARA Sarandí recorrieron sus costas como parte de la denominada Operación Foca dentro de la campaña antártica argentina de 1951-1952. No posee nombre en la toponimia británica del archipiélago.
El islote nunca fue habitado ni ocupado, y es reclamado por el Reino Unido como parte del territorio británico de ultramar de las Islas Georgias del Sur y Sandwich del Sur y por la República Argentina, que la hace parte del departamento Islas del Atlántico Sur dentro de la provincia de Tierra del Fuego, Antártida e Islas del Atlántico Sur.